# Réserve naturelle de Møkkalassene
La réserve naturelle de Møkkalassene  est une réserve naturelle norvégienne qui est située dans la municipalité de Bærum dans le comté d'Akershus, au sud de la péninsule de Snarøya.

## Description
La réserve naturelle comprend trois récifs au sud-est de Snarøya, ainsi que la zone maritime jusqu'à 50 mètres u rivage. Les falaises ont été un site de nidification important pour la mouette rieuse, une population qui a connu un déclin spectaculaire depuis les années 1980. Cependant, leur nombre a de nouveau augmenté après 2005.
Il y a une interdiction de circulation dans la zone du 15 avril au 15 juillet, et avec des chiens toute l'année.